# اینا بیرمان
اینا بیرمان (آلمانی: Ina Beyermann؛ زادهٔ ۱۱ آوریل ۱۹۶۵) شناگر اهل آلمان است.